# Эппинг (станция метро)
«Эппинг» (англ. Epping) — северо-восточная конечная станция Центральной линии Лондонского метрополитена в рыночном городе Эппинг в районе Эссекс (Англия). Одна из восьми станций лондонского метро в районе Эппинг-Форест. Станция перед Эппингом — Тейдон-Буа — расположена примерно в трёх минутах пути. Относится к шестой тарифной зоне.

## История
Станция открыта 24 апреля 1865 года.
В 1966 году закрыта товарная станция.
С 30 сентября 1994 года прекращено движение на участке Эппинг — Онгар.

## Статистика
- По итогам 2019 года станцией Эппинг воспользовалось 4,08 миллиона человек и она оказалась 171-й по загруженности станцией лондонского метрополитена.
- Участок Центральной линии между Эппингом и Вест-Райслип[англ.] протяжённостью 54,9 км является самым длинным беспересадочным маршрутом лондонского метро[5].
- В Эппинге находится самая большая общественная парковка возле станции лондонского метро, рассчитанная на 519 машиномест[6].

## Иллюстрации

Станция «Эппинг»
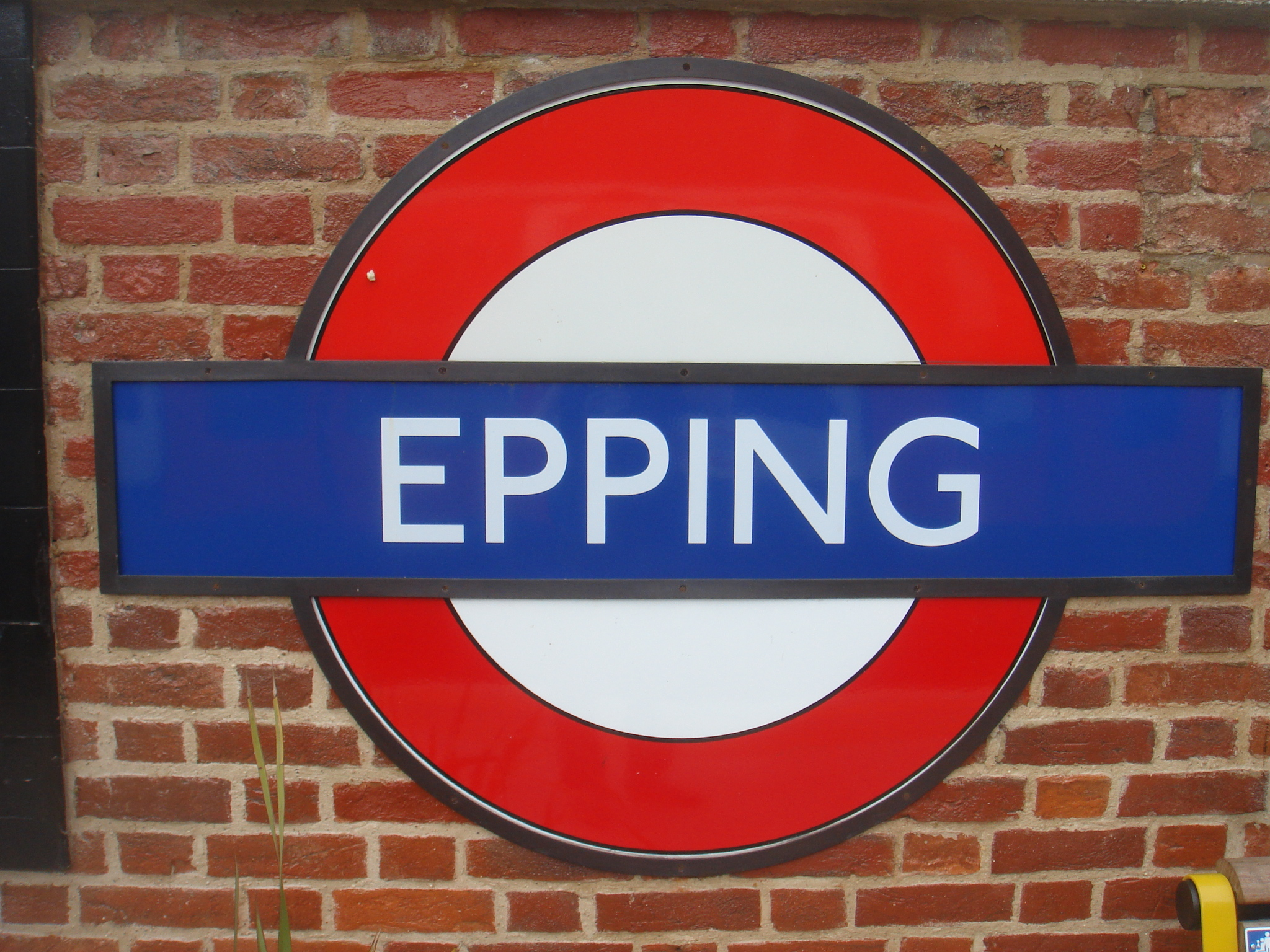
Рондель на платформе
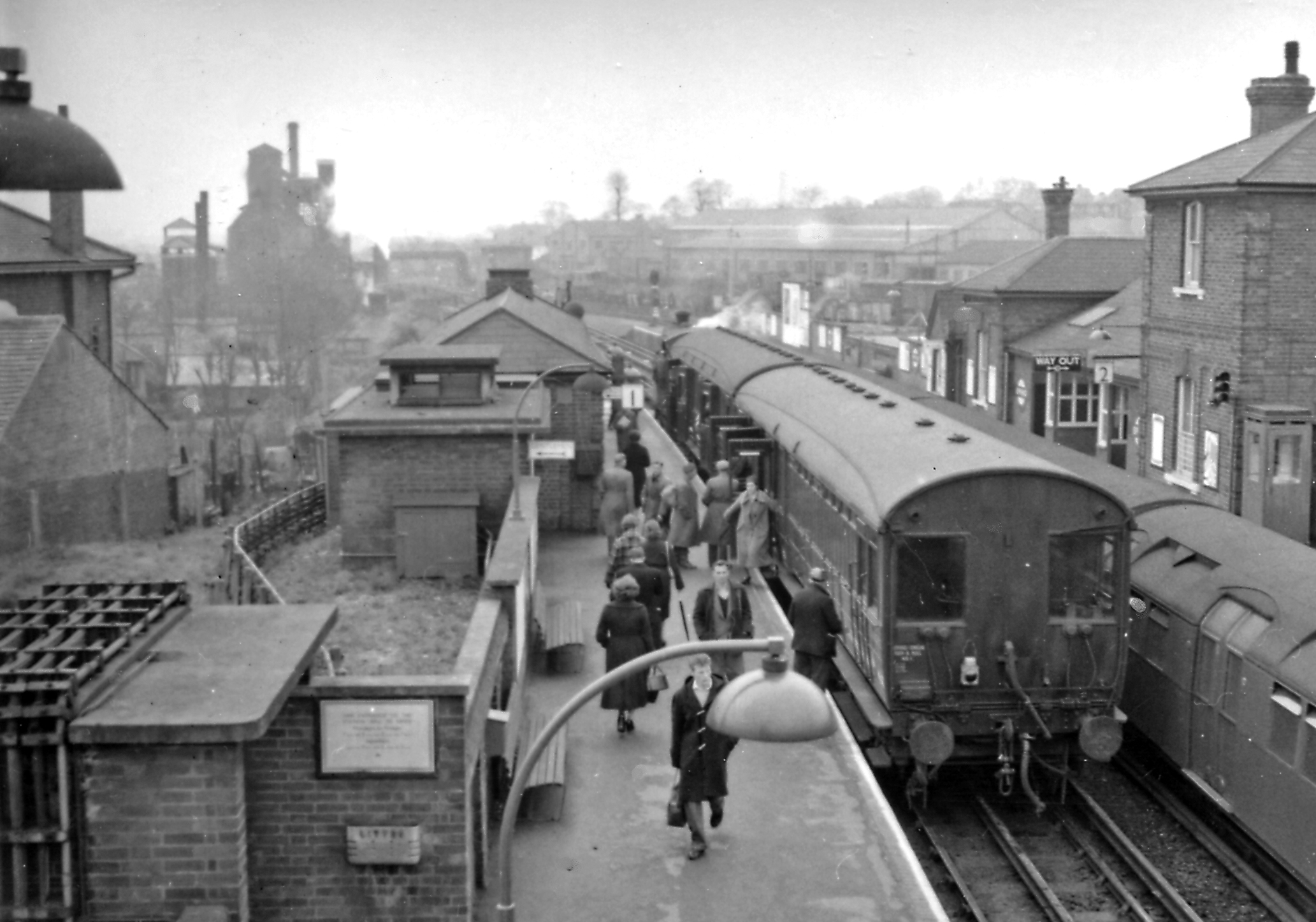
Фото станции в 1957 году
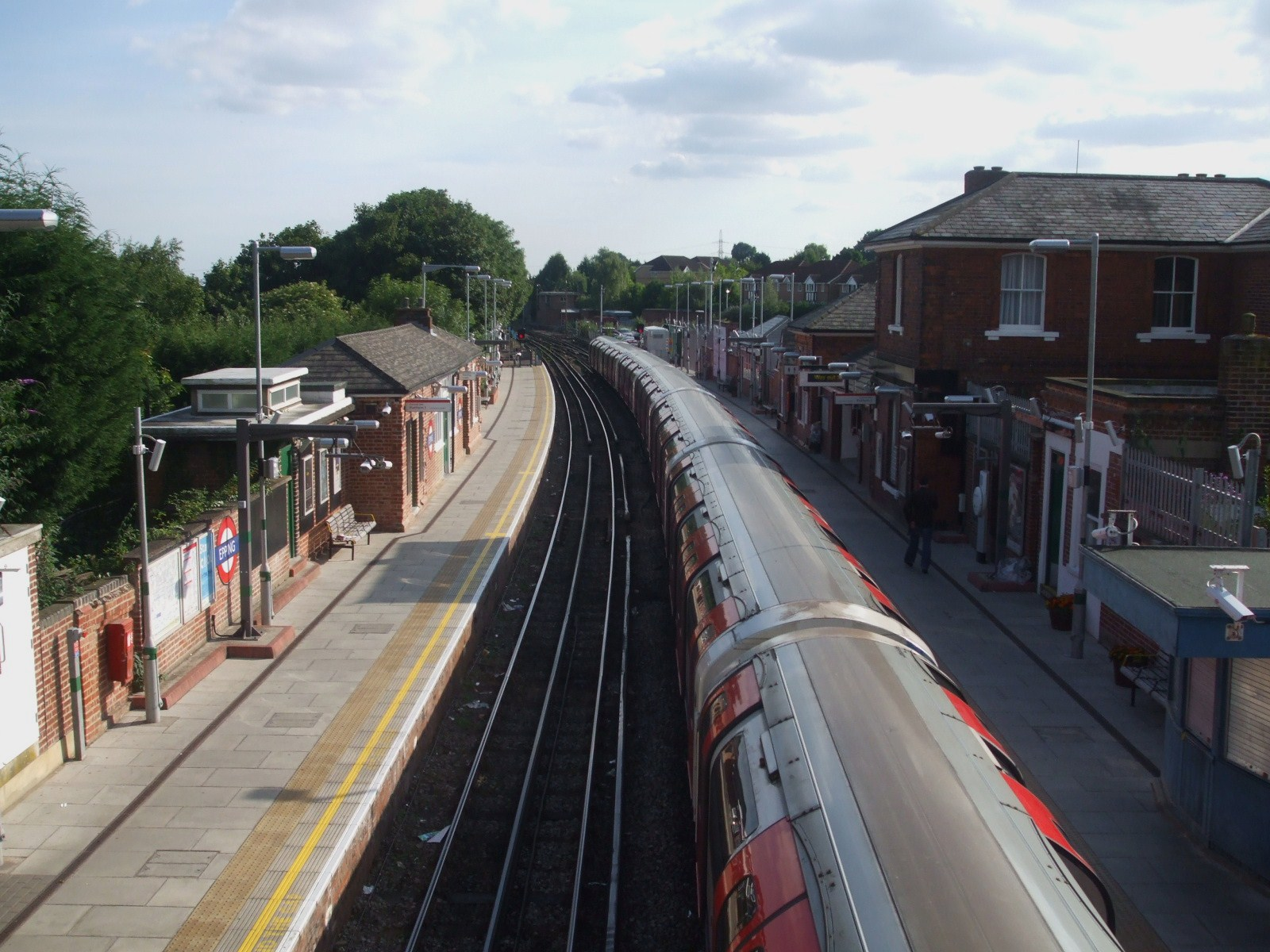
Вид на юг с пешеходного моста
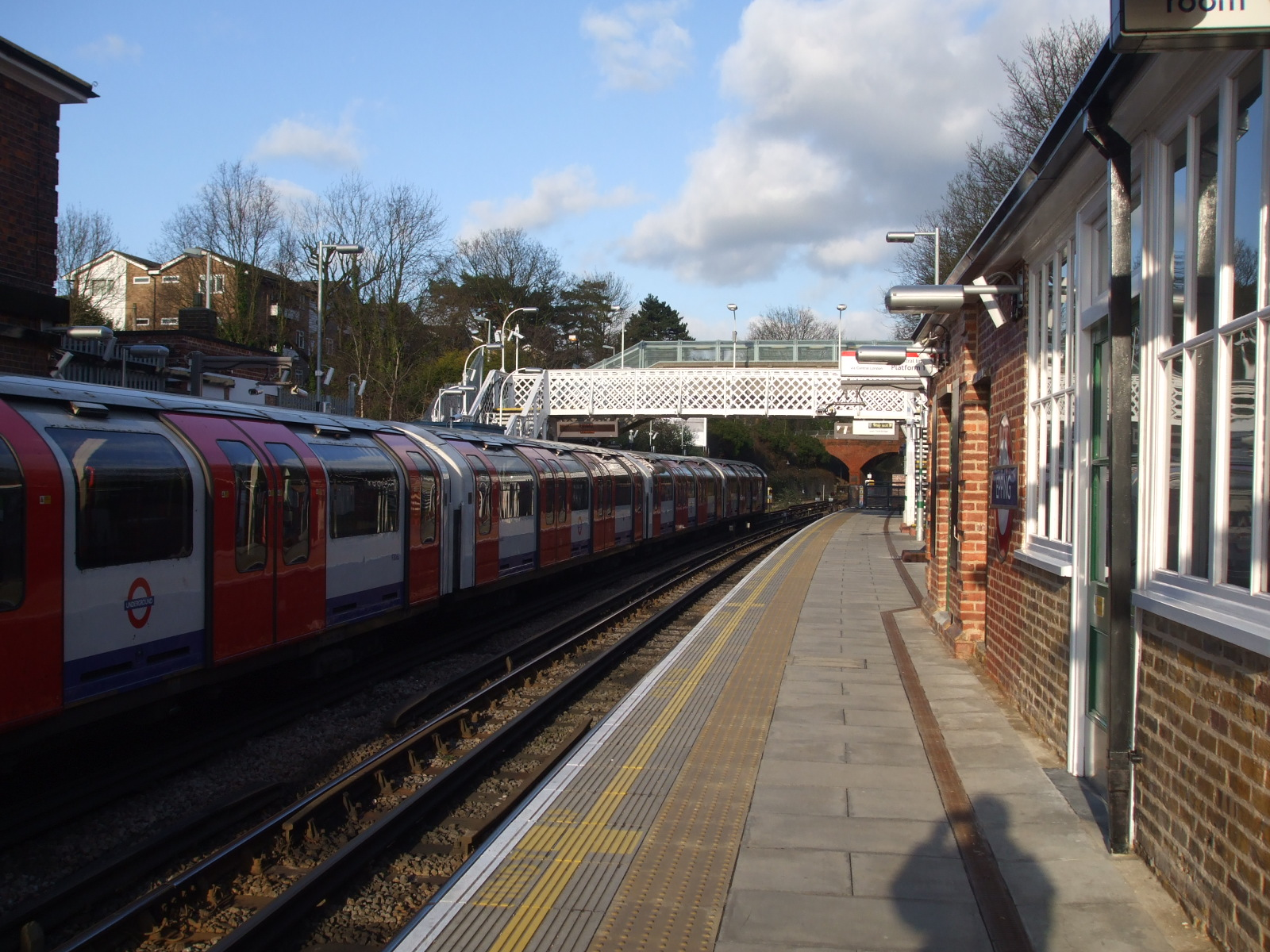
Платформа 1 пути, вид на север
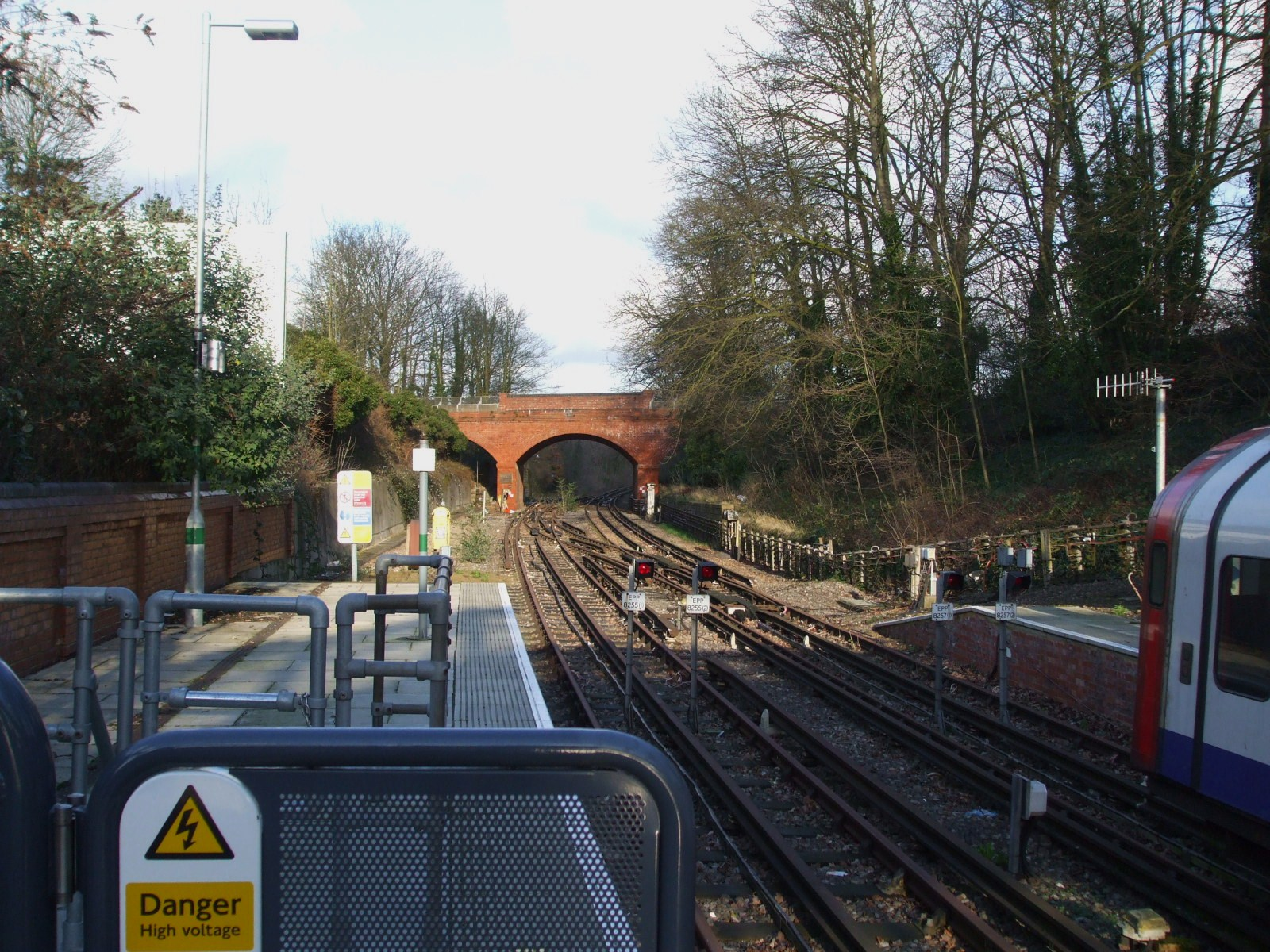
Платформа 2 пути, вид на север, впереди направо — бывшее боковое ответвление на однопутную линию в сторону Онгар
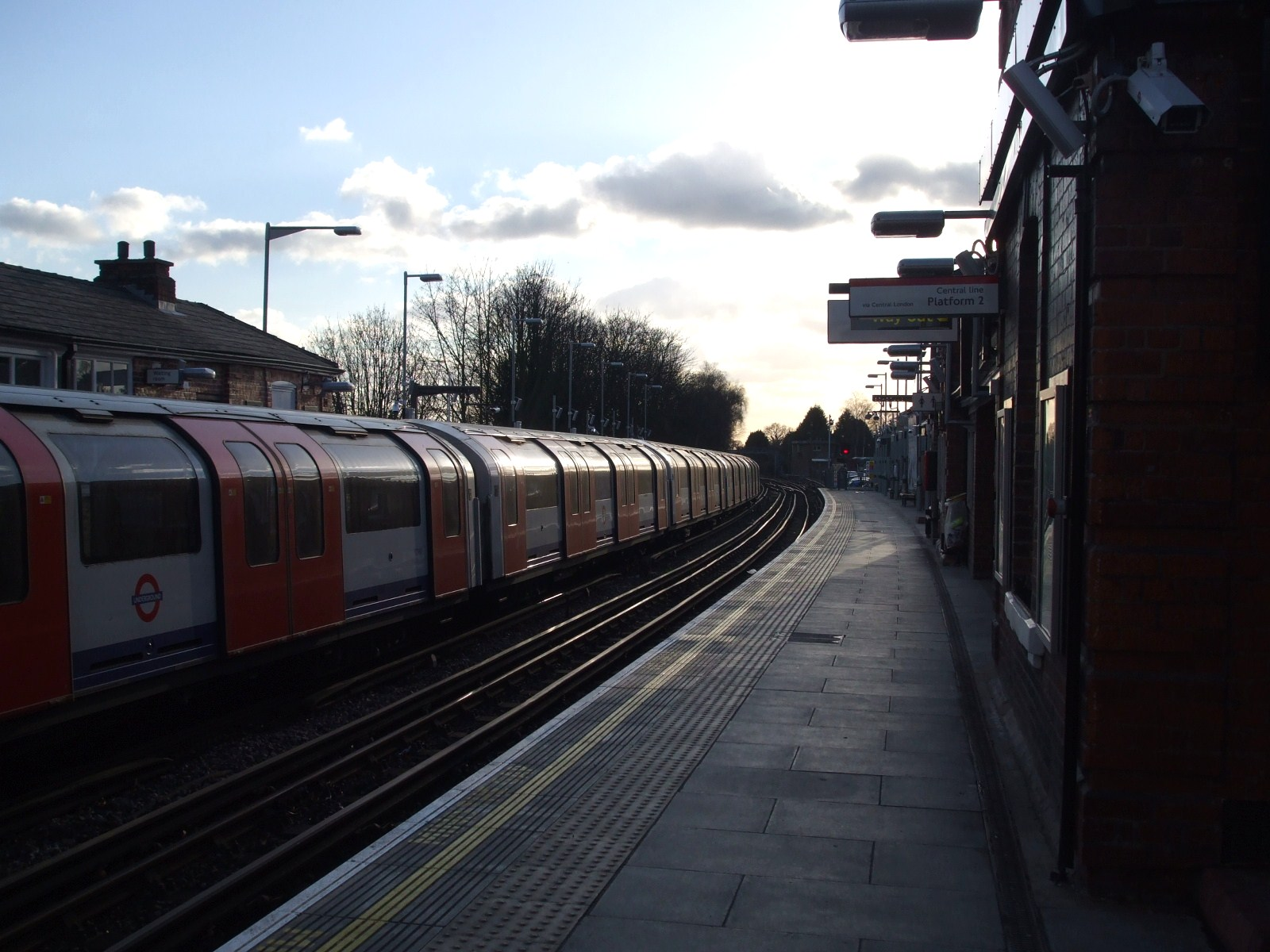
Платформа 2 пути, вид на юг